# NSFL1C
NSFL1C (англ. NSFL1 cofactor) – білок, який кодується однойменним геном, розташованим у людей на короткому плечі 20-ї хромосоми. Довжина поліпептидного ланцюга білка становить 370 амінокислот, а молекулярна маса — 40 573.
| 10         |  | 20         |  | 30         |  | 40         |  | 50         |
| ---------- |  | ---------- |  | ---------- |  | ---------- |  | ---------- |
| MAAERQEALR |  | EFVAVTGAEE |  | DRARFFLESA |  | GWDLQIALAS |  | FYEDGGDEDI |
| VTISQATPSS |  | VSRGTAPSDN |  | RVTSFRDLIH |  | DQDEDEEEEE |  | GQRFYAGGSE |
| RSGQQIVGPP |  | RKKSPNELVD |  | DLFKGAKEHG |  | AVAVERVTKS |  | PGETSKPRPF |
| AGGGYRLGAA |  | PEEESAYVAG |  | EKRQHSSQDV |  | HVVLKLWKSG |  | FSLDNGELRS |
| YQDPSNAQFL |  | ESIRRGEVPA |  | ELRRLAHGGQ |  | VNLDMEDHRD |  | EDFVKPKGAF |
| KAFTGEGQKL |  | GSTAPQVLST |  | SSPAQQAENE |  | AKASSSILID |  | ESEPTTNIQI |
| RLADGGRLVQ |  | KFNHSHRISD |  | IRLFIVDARP |  | AMAATSFILM |  | TTFPNKELAD |
| ESQTLKEANL |  | LNAVIVQRLT |  |            |  |            |  |            |

A: Аланін

D: Аспарагінова кислота

E: Глутамінова кислота

F: Фенілаланін

G: Гліцин

H: Гістидин

I: Ізолейцин

K: Лізин

L: Лейцин

M: Метіонін

N: Аспарагін

P: Пролін

Q: Глутамін

R: Аргінін

S: Серин

T: Треонін

V: Валін

W: Триптофан

Кодований геном білок за функцією належить до фосфопротеїнів. 
Задіяний у такому біологічному процесі, як альтернативний сплайсинг. 
Білок має сайт для зв'язування з ліпідами. 
Локалізований у ядрі, хромосомах, апараті гольджі.